# Feuriger Elias

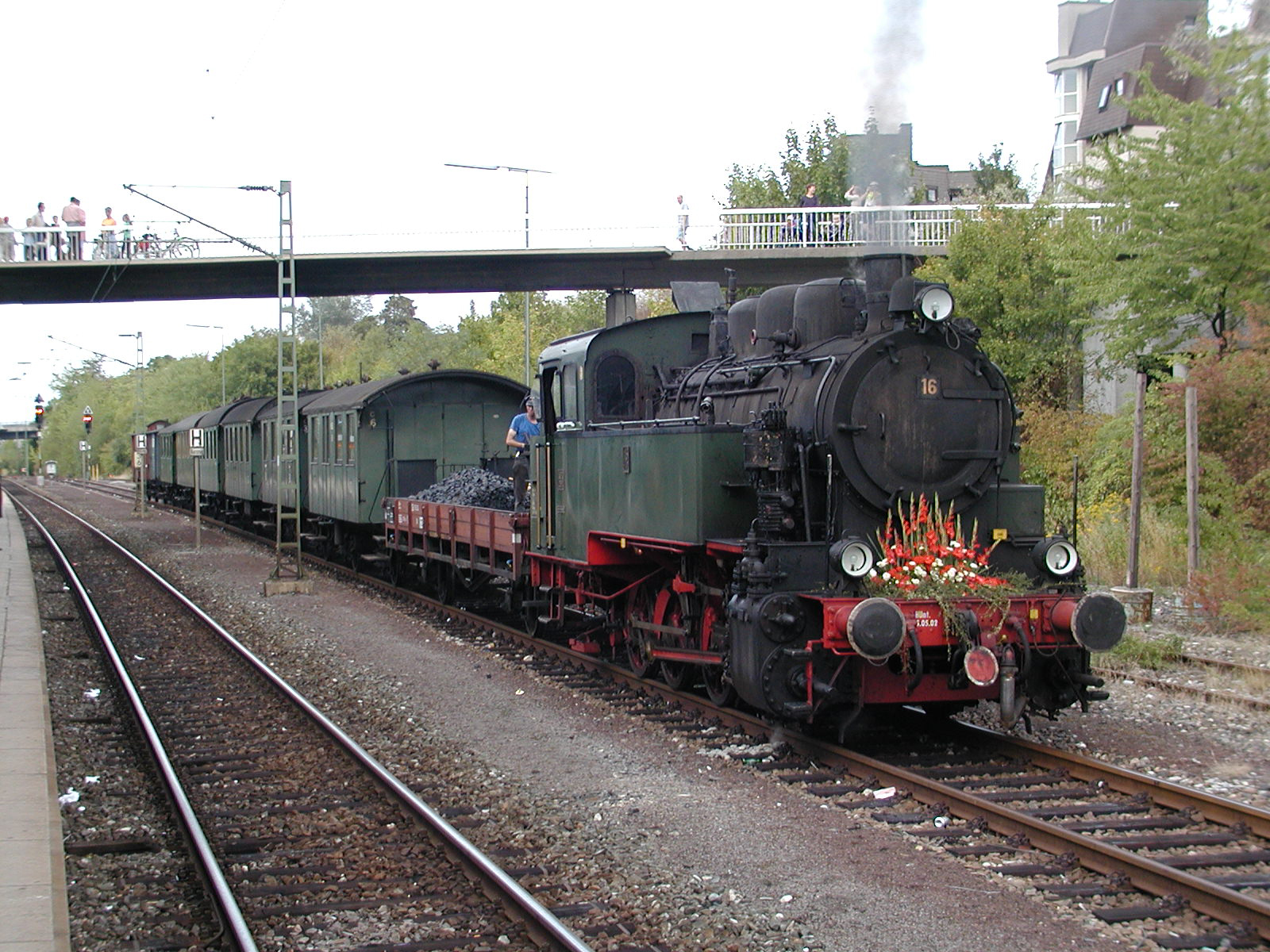
Museumszug auf der Strohgäubahn in Korntal (2003)

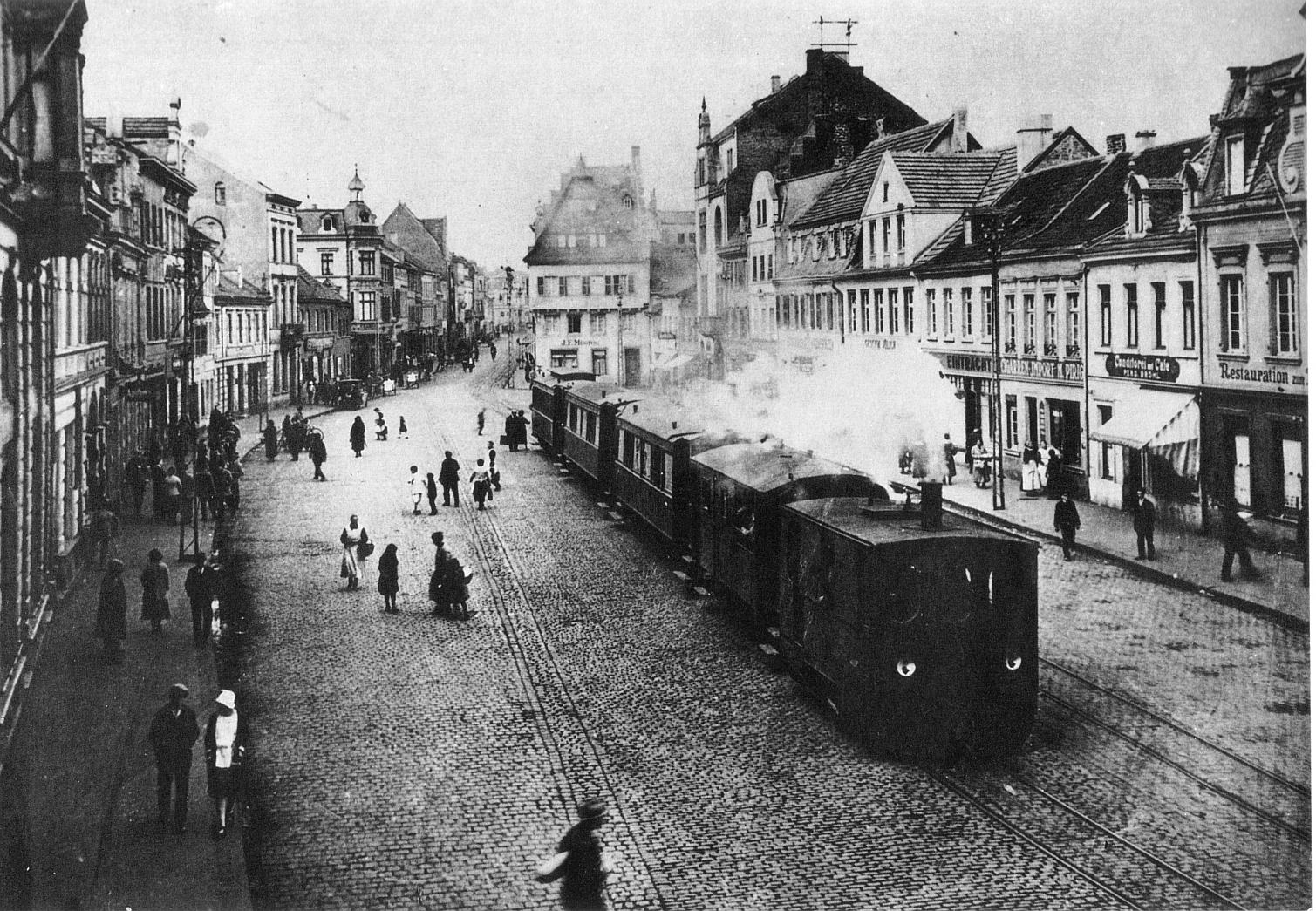
Der „Feurige Elias“ der Vorgebirgsbahn auf dem Brühler Markt um 1900

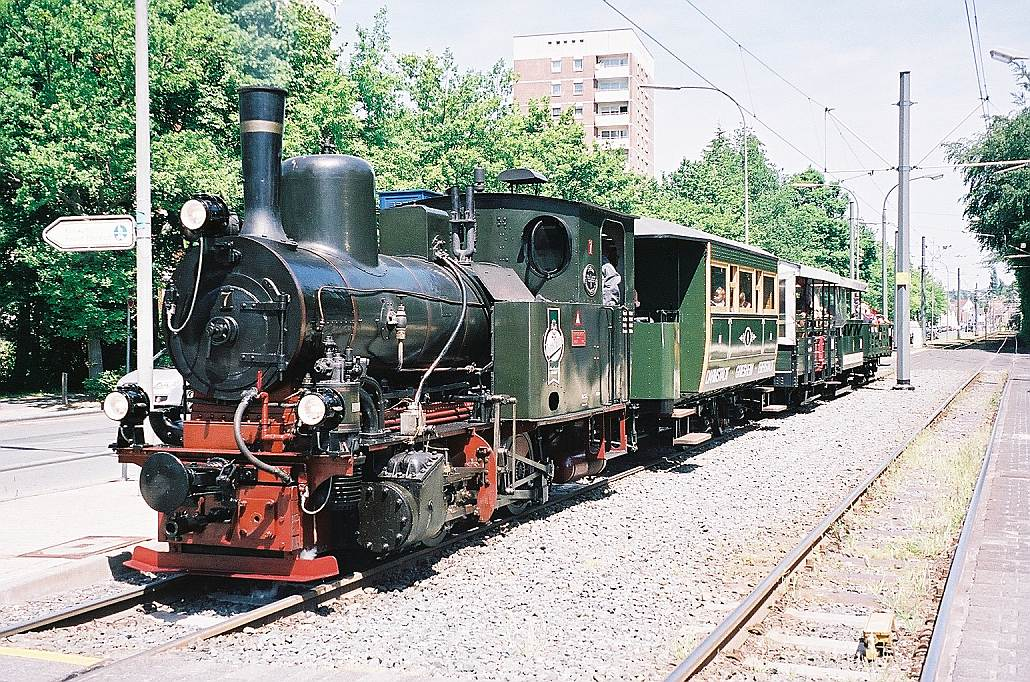
Der „Feurige Elias“ der Straßenbahn Darmstadt auf einer Sonderfahrt im Mai 2004

Feuriger Elias ist eine alte umgangssprachliche Bezeichnung für Dampflokomotiven beziehungsweise für die Eisenbahnstrecke, auf der sie verkehrten, und findet sich zumeist bei kleineren Nebenbahnen.

## Namensherkunft
Der Name rührt daher, dass der biblische Prophet Elias nach 2 Kön 2,1–18  in einem von feurigen Rossen gezogenen feurigen Wagen „gen Himmel“ entrückt wurde.

## Bahnlinien
- Bonn–Beuel
- Vorgebirgsbahn Bonn–Brühl–Köln
- Strohgäubahn Korntal–Weissach
- Leppetalbahn Engelskirchen–Kaiserau–Marienheide
- Eliasbahn Werksbahn in Dortmund-Hörde (1890–1998)
- Darmstadt–Alsbach-Hähnlein (Dampfstraßenbahn)
- Lokalbahn Ludwigshafen–Meckenheim (1890–1955)
- Kleinbahn Steinhelle–Medebach
- Feldbahn des Truppenübungsplatzes Elsenborn (1901–1939)
- Schmalspurbahn Mannheim – Weinheim – Heidelberg – Mannheim[1]

## Fahrzeuge
- Dampflokomotive Nummer 101 Schwarzach bei der Selfkantbahn[2], ehemals G 2/2 101, die unter dem Begriff Feuriger Elias[3] bei der Eurovapor bis 2004 auf dem Netz des Regionalverkehrs Bern-Solothurn (RBS), ehemals Solothurn-Zollikofen-Bern-Bahn (SZB) und Vereinigten Bern–Worb-Bahnen (VBW), auf den Bahnstrecken zwischen Worblaufen und Solothurn sowie zwischen Worblaufen und Worb im Einsatz war.